# مودو سوغو
مودو سوغو (Modou Sougou)، من مواليد 18 ديسمبر 1984 في فيسيل في السنغال هو لاعب كرة قدم سنغالي.
بدأ مسيرته الكروية مع نادي دوانيس في عام 2001، ولعب فيه حتى عام 2004، فانتقل في موسم 2004/2005 إلى نادي يونياو ليريا البرتغالي. ثمّ انتقل في موسم 2005/2006 إلى نادي فيتوريا سيتوبال البرتغاليّ، ويلعب منذ عام 2006 لنادي يونياو ليريا البرتغالي.
وهو لاعب في تشكيلة منتخب السنغال لكرة القدم.

## روابط خارجية
- مودو سوغو على موقع الاتحاد الدولي (مؤرشف)  (الإنجليزية)
- مودو سوغو على موقع الاتحاد الأوربي (الإنجليزية)
- مودو سوغو على موقع قاعدة بيانات كرة القدم.إي يو (الإنجليزية)
- مودو سوغو على موقع ليكيب (الفرنسية)
- مودو سوغو على موقع ناشيونال فوتبول تيمز (الإنجليزية)
- مودو سوغو على موقع Soccerbase.com (لاعب) (الإنجليزية)
- مودو سوغو على موقع Soccerway.com (الإنجليزية)
- مودو سوغو على موقع عالم كرة القدم.نت (الإنجليزية)
- مودو سوغو على موقع كووورة
- مودو سوغو على موقع AS.com (الإسبانية)